# Kolonie Witmarsum
Kolonie Witmarsum (Portugees: Colônia Witmarsum) is een plaats in de Braziliaanse gemeente Palmeira in de deelstaat Paraná.

## Geschiedenis
In 1930 emigreerde een groep Duitstalige mennonieten vanuit Rusland (het huidige Oekraïne), waarvan de voorouders in de 16e eeuw voornamelijk uit Friesland en Vlaanderen kwamen en die vervolgens eerst naar West-Pruisen en later naar Rusland emigreerden. Van daaruit emigreerden ze in 1930 naar Brazilië om het communistische regime te ontvluchten en een nieuw leven in het oerwoud te beginnen. Ze bouwden een nederzetting Witmarsum, maar de grond bleek te weinig op te brengen.Een deel van de kolonisten vertrok in 1951 naar Paraná en stichtte daar een nieuwe nederzetting, opnieuw met de naam Witmarsum.

## Galerij

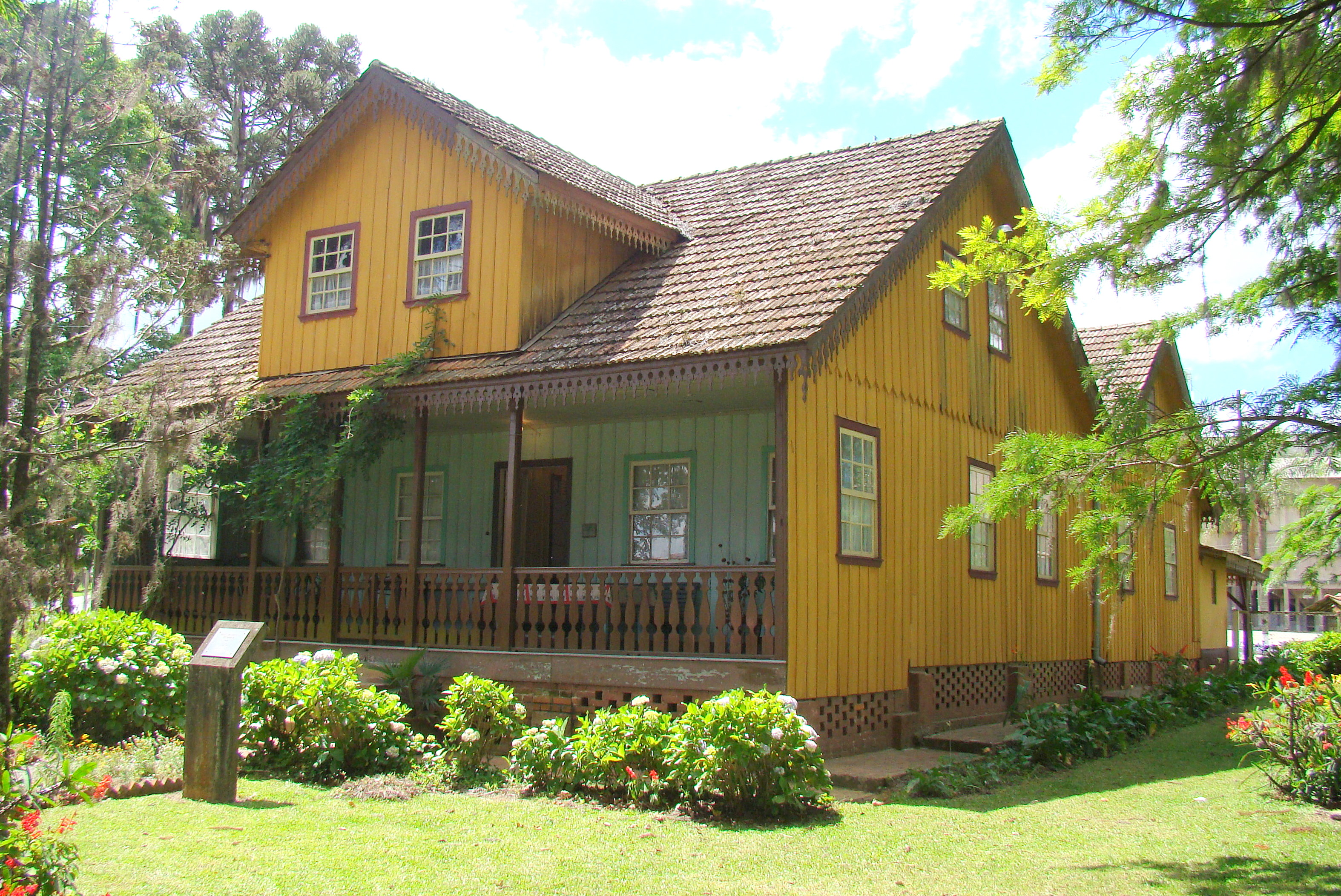
Mennonitische woningen
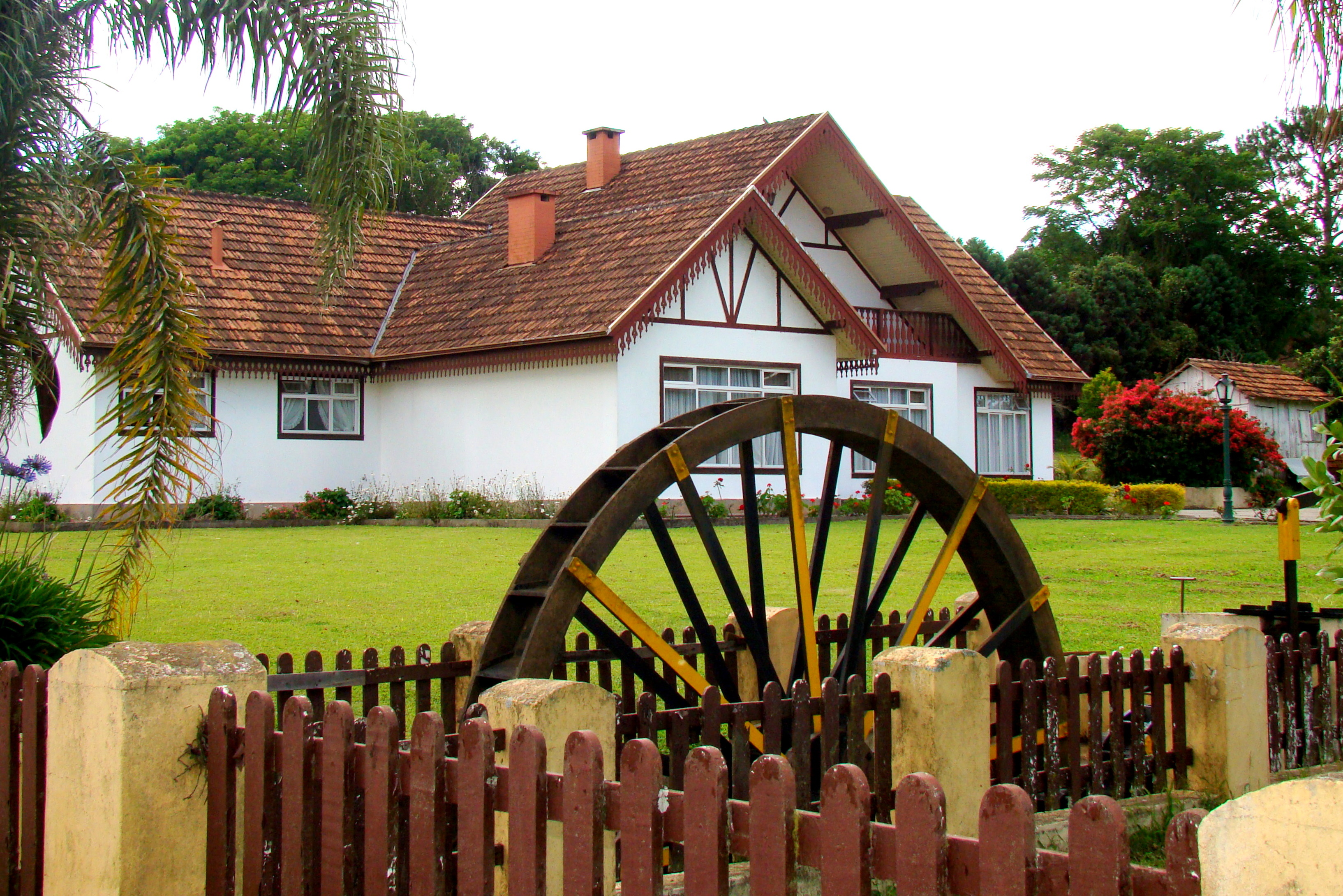
Gemeenschapshuis
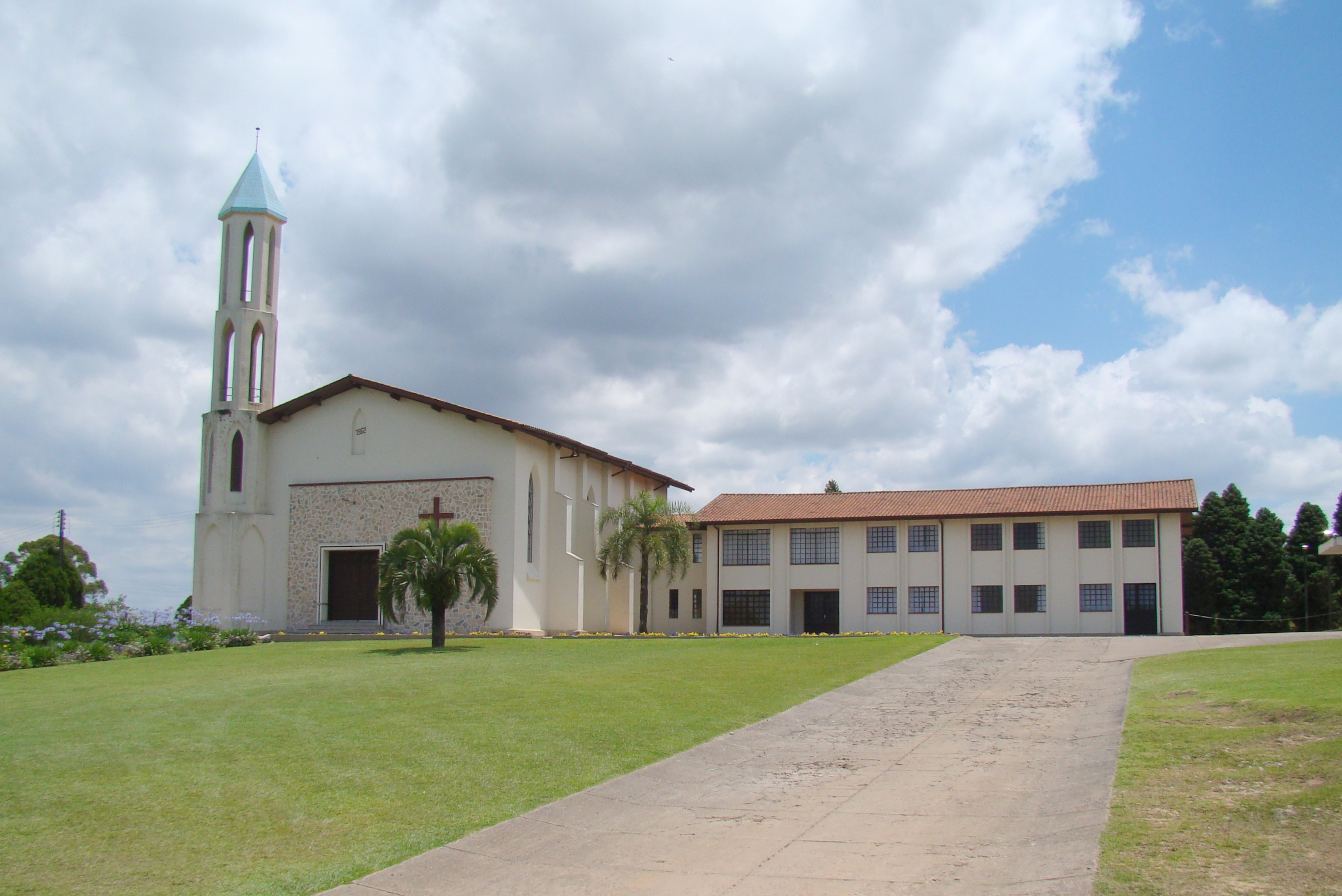
Mennonitische kerk